# Торремаджоре
Торремаджоре (італ. Torremaggiore) — муніципалітет в Італії, у регіоні Апулія,  провінція Фоджа.
Торремаджоре розташоване на відстані близько 240 км на схід від Рима, 150 км на північний захід від Барі, 34 км на північний захід від Фоджі.
Населення — 17 367 осіб (2014).
Щорічний фестиваль відбувається першої неділі червня. Покровитель — San Sabino.

## Демографія
Населення за роками:

Станом на 1 січня 2023 року в муніципалітеті офіційно проживало 1197 іноземців з 38 країн, серед них 608 громадян країн Євросоюзу та 9 громадян України.

## Сусідні муніципалітети
- Казальвеккьо-ді-Пулья
- Кастельнуово-делла-Даунія
- Лучера
- Ротелло
- Сан-Паоло-ді-Чивітате
- Сан-Северо
- Санта-Кроче-ді-Мальяно
- Серракапріола

## Міста-побратими
- Каноза-ді-Пулья, Італія (2003)
- Баффало, США (2004)
- Віллафаллетто, Італія (2009)